# Mount Olympus (Washington)
Der Mount Olympus ist der bekannteste und mit einer Höhe von 2432 m auch der höchste Berg in den Olympic Mountains auf der Olympic-Halbinsel im Westen des US-Bundesstaates Washington.

## Geographie
Der Berg liegt im Zentrum der Olympic Mountains und ist bis in das 100 Kilometer entfernte Seattle zu sehen; von dort aus sticht allerdings der Mount Constance eher ins Auge. Da der Mount Olympus ein Hindernis für die von Westen vom Pazifik kommenden Wolken darstellt, die hier ihre Feuchtigkeit abgeben, ist das Gebiet eines der niederschlagsreichsten Nordamerikas. Die großen Schneemengen führen zu einem hohen Maß an Vergletscherung. Der Mount Olympus hat insgesamt acht Gletscher und ist eine der Hauptattraktionen im Olympic-Nationalpark.
Der Berg hat drei Gipfel, deren höchster der Westgipfel ist. Der Mittelgipfel ist 2417 m, der Ostgipfel 2366 m hoch.

## Geschichte
Den hier lebenden Indianern galt der Mount Olympus als Wohnort des Donnervogels, der Blitze und Regen erzeugen konnte. Sie mieden das Gebiet um den Berg.
Der spanische Seefahrer Juan José Pérez Hernández gilt als erster Europäer, der den Berg beschrieb; er kam hier auf seiner Entdeckungsreise entlang der Westküste im Jahr 1774 vorbei. Er nannte den Berg Cerro Nevada de Santa Rosalia (verschneiter Gipfel der Heiligen Rosalia). Der heutige Name „Mount Olympus“ stammt von dem englischen Seefahrer John Meares, der ihn auf seiner Reise im Jahr 1788 erblickte.
Ende des 19. Jahrhunderts wurde das Gebiet auf Anregung des Gouverneurs von mehreren Expeditionen erstmals näher erforscht. Am 13. August 1907 wurde der Gipfel von L.A. Nelson und zehn weiteren Bergsteigern erstmals bestiegen. Den niedrigeren Ostgipfel hatte ein Teil der Gruppe bereits am Tag zuvor erreicht, der niedrigste mittlere Gipfel war bereits früher bestiegen worden.